# Asedio de Clonmel
El asedio de Clonmel tuvo lugar en el condado de Tipperary, Irlanda, durante los meses de abril y mayo de 1650 como parte de la conquista que llevó a cabo Oliver Cromwell con su Nuevo Ejército Modelo. 8.000 soldados ingleses tomaron la ciudad frente a sus 2.000 defensores irlandeses, que consiguieron matar a unos 2.000-2.500 soldados ingleses que sorprendieron por una emboscada que les tendió Hugh Dubh O'Neill. El comandante Cromwell sufrió en Clonmel la mayor derrota militar de su carrera.

## Preludio
Cromwell tenía prisa por tomar la ciudad porque el parlamento inglés lo había convocado volver a Inglaterra para tratar con la revuelta realista que había comenzado ahí. Como resultado intentó tomar la ciudad por asalto inmediato en lugar de optar por un asedio duradero.
Al hacerse inminente la llegada del ejército puritano a través de Kilkenny la guarnición de Clonmel cambió. En noviembre de 1649, el alcalde de la ciudad, John Bennet White, escribió al Duque de Ormonde solicitando asistencia militar. El coronel Oliver Stephenson y parte del viejo ejército confederado, mayoritariamente del condado de Clare, se asociaron. Los Confederados sureños no contaban completamente con la confianza de las gentes de la ciudad, particularmente después de la caída de Carrick debido a la traición. Ormonde llegó en persona al final de mes y los hombres de Clare fueron reemplazados por soldados veteranos de Ulster bajo el mando de Hugh Dubh O'Neill, un veterano en asedios de guerra de la guerra de los treinta años. Bajo sus órdenes había 1.500 hombres del ejército irlandés de Ulster, la mayoría de los modernos condados de Tyrone y de Cavan. Estos dos regimientos habían servido bajo el mando de Owen Roe O'Neill y ahora se encontraban dirigidos por su sobrino. Iban acompañados por dos tropas de caballería bajo el mando del coronel Edmond Fenne de Ballygriffin, del condado de Cork. O'Neill envió refuerzos hacia algunas fortificaciones periféricas en Ballydine, Kilcash y hacia el castillo de Caonagh. Incluso antes de comenzar el asedio, la dotación de la nueva afluencia causaba dificultades, probando que Ormonde no podía proveerlos adecuadamente. Al haber capitulado otras ciudades amuralladas de la vecindad con poca resistencia, la tensión aumentó evidenciada por la correspondencia entre O'Neill y Ormonde.

## Asalto
La artillería de Cromwell abrió una brecha en las paredes de la ciudad, que supuestamente su infantería debía asaltar para abrir la puerta principal y permitir que su caballería entrase.
Sin embargo, O'Neill puso a todos los habitantes de la ciudad capaces de trabajar en la construcción de una defensa coupure dentro de la brecha, alineada con artillería, mosquetes y picadores. La defensa comenzaba en la boca de la brecha con forma de V, y se estrechaba hasta acabar a unos 50 metros en el interior de la ciudad. Al final de la apertura, O'Neill colocó dos cañones cargados con metralla. La brecha, como resultado era, en términos militares, "un campo de exterminio". La infantería parlamentaria que asaltó la brecha era repetidamente abatida por el fuego concentrado de los cañones y los mosquetes, hasta que finalmente los soldados rehusaron llevar a cabo más ataques en lo que parecía ser una trampa mortal. Entonces, Cromwell apeló a su caballería de élite, los Ironsides para que hiciesen un nuevo asalto a pie. Asediaron la brecha durante cuatro horas, teniendo fuertes bajas, pero no consiguieron penetrar en la ciudad. Al caer la noche, Cromwell canceló el asalto.

## Rendición de la ciudad
Sin embargo, los hombres de O'Neill que se encontraban sin munición y al amparo de la oscuridad, fueron huyendo hacia Waterford. Creyendo que la ciudad se encontraba todavía fuertemente defendida, Cromwell negoció la rendición con su alcalde, John White. Las condiciones de entrega estipulaban que se respetasen las vidas y las propiedades de los habitantes de la ciudad. Cuando descubrió que la guarnición se había marchado y que la ciudad se encontraba sin defensa, Cromwell se enojó por el engaño, pero no permitió a sus soldados romper el trato pactado. Sus admiradores lo citan como ejemplo de su integridad mientras que sus críticos lo contrastan con la masacre que llevó a cabo en Drogheda el año anterior.

## Repercusiones
El Nuevo Ejército Modelo sufrió al menos 1.500 bajas en Clonmel, y posiblemente alrededor de unos 2.500, con cientos más heridos, consistiendo en su mayor pérdida de combatientes en un solo día. Sin embargo completó la conquista de la isla en los dos años siguientes. 